# Плезантвілл (Нью-Джерсі)
Плезантвілл (англ. Pleasantville) — місто (англ. city) в США, в окрузі Атлантик штату Нью-Джерсі. Населення — 20 629 осіб (2020).

## Географія
Плезантвілл розташований за координатами 39°23′20″ пн. ш. 74°30′51″ зх. д. / 39.38889° пн. ш. 74.51417° зх. д. (39.388800, -74.514262).  За даними Бюро перепису населення США в 2010 році місто мало площу 18,90 км², з яких 14,75 км² — суходіл та 4,15 км² — водойми.

## Демографія
Згідно з переписом 2010 року, у місті мешкало 20 249 осіб у 6661 домогосподарстві у складі 4567 родин. Було 7219 помешкань
Расовий склад населення:
| - 45,9 % — чорних або афроамериканців - 24,3 % — білих - 2,4 % — азіатів - 0,8 % — корінних американців - 22,0 % — осіб інших рас |

До двох чи більше рас належало 4,5 %. Частка іспаномовних становила 41,1 % від усіх жителів.
За віковим діапазоном населення розподілялося таким чином: 27,5 % — особи молодші 18 років, 61,8 % — особи у віці 18—64 років, 10,7 % — особи у віці 65 років та старші. Медіана віку мешканця становила 33,0 року. На 100 осіб жіночої статі у місті припадало 92,0 чоловіків;  на 100 жінок у віці від 18 років та старших — 87,2 чоловіків також старших 18 років.
Середній дохід на одне домашнє господарство  становив 51 014 долари США (медіана — 41 633), а середній дохід на одну сім'ю — 54 360 доларів (медіана — 45 757). Медіана доходів становила 30 063 долари для чоловіків та 30 531 долар для жінок. За межею бідності перебувало 24,8 % осіб, у тому числі 44,0 % дітей у віці до 18 років та 17,8 % осіб у віці 65 років та старших.
Цивільне працевлаштоване населення становило 9291 осіб. Основні галузі зайнятості: мистецтво, розваги та відпочинок — 39,7 %, освіта, охорона здоров'я та соціальна допомога — 15,9 %, роздрібна торгівля — 13,0 %.